# ТЕС Ankerlig
ТЕС Ankerlig — теплова електростанція на південному заході Південно-Африканської Республіки. Розташована в Західнокапській провінції за 25 км на північ від околиць Кейптауну.
Основне виробництво електроенергії в ПАР традиційно здійснюється на вугільних конденсаційних електростанціях на північному сході країни. Проте для покриття пікових навантажень у ранкові та вечірні часи в кінці 2000-х років на південному узбережжі спорудили ТЕС Ankerlig. Її обладнали встановленими на роботу у відкритому циклі дев'ятьма газовими турбінами Siemens типу SGT5-2000E потужністю по 148 МВт.
Як паливо ТЕС використовує нафтопродукти, проте може бути переведена на природний газ та модернізована у парогазову станцію комбінованого циклу за умови роботи в режимі з коефіцієнтом використання встановленої потужності не менш ніж 20 % та наявності достатнього джерела блакитного палива (наприклад, отриманого через плавучі регазифікаційні термінали чи з власних перспективних родовищ, перш за все з Ібхубесі).
Також варто відзначити можливість використання турбін станції як необхідність для балансування енергосистеми синхронного конденсатора.
Видача продукції відбувається по ЛЕП, що працює під напругою 400 кВ.
Коефіцієнт паливної ефективності станції залежно від погодних умов становить 34-36 %.